# Arbejderparti
 For alternative betydninger, se Arbejderpartiet. (Se også artikler, som begynder med Arbejderpartiet)
Arbejderparti er en betegnelse anvendt om politiske partier, der udspringer af arbejderbevægelsen, henvender sig til arbejderne eller som får de fleste af sine stemmer fra arbejdere (faglærte og ufaglærte).

## Historisk baggrund og udenlandske forhold
Historisk har arbejderpartier som oftest været socialdemokratiske, socialistiske eller kommunistiske partier, der har været en del af arbejderbevægelsen. Desuden er Arbejderpartiet navnet på det socialdemokratiske parti (eng. Labour Party) i flere lande, bl.a. Norge, Storbritannien og Israel. Herhjemme har partier som Socialdemokratiet, Socialistisk Folkeparti, Enhedslisten samt diverse andre kommunistiske og socialistiske partier været betragtet som arbejderpartier.

## Danske forhold
Herhjemme har venstrefløjspartier som Socialdemokratiet, Socialistisk Folkeparti, Enhedslisten samt diverse andre kommunistiske og socialistiske partier længe været betragtet som arbejderpartier.
I nyere dansk politisk historie er der imidlertid flere eksempler på, at det ikke har været de traditionelle arbejderpartier på venstrefløjen, som har fået flest stemmer fra arbejderne. I 1970'erne udfordrede Fremskridtspartiet Socialdemokratiets rolle som det største arbejderparti. Venstre har endvidere i perioder været Danmarks største arbejderparti, tæt fulgt af Socialdemokratiet og Dansk Folkeparti. Dette skete første gang ved folketingsvalget i 2001, hvor 32% af alle arbejderne (faglærte og ufaglærte) stemte på Venstre, mens 30% stemte på Socialdemokraterne og 18% på Dansk Folkeparti. Til sammenligning fordelte arbejdernes stemmer ved folketingsvalget i 1998 sig med 42% til Socialdemokratiet, 21% til Venstre og 9% på Dansk Folkeparti. Ved folketingsvalget i 2011 stemte 30,5% af arbejderne på Socialdemokratiet, 23% på Venstre og 18% på Dansk Folkeparti.
Ifølge de månedlige Gallup- og Megafonmeningsmålinger har Socialdemokratiet siden valget i 2011 mistet næsten halvdelen af arbejdernes stemmer. I månedsmålingerne foretaget i 2013 opgiver knap 32% af alle arbejderne således at ville stemme på Venstre, mens ca. 25% ville stemme på Dansk Folkeparti og ca. 17,5% på Socialdemokraterne. Samlet set peger 61% af de ufaglærte arbejdere og 69% af de faglærte arbejdere på et af de borgerlige partier - med Venstre og Dansk Folkeparti som de to største arbejderpartier.

## Definition
Ifølge lektor og valgforsker på Aarhus Universitet Rune Stubager findes der i dag tre forskellige definitioner på danske arbejderpartier:
1. Et parti, som har en stor andel (måske den største andel) af det samlede antal arbejderstemmer.
2. Et parti, hvis hovedpart af vælgere er arbejdere.
3. Et parti, der fører en politik, som er i arbejdernes interesse.

Mens de første to definitioner kan fastslås ud fra valgdata, er den tredje definition åben for forskellige fortolkninger.